# Калінін Микола Микитович
Мико́ла Мики́тович Калі́нін (рос. Николай Никитович Калинин;) — радянський військовий льотчик часів Другої світової війни, льотчик 210-го штурмового авіаційного полку 230-ї штурмової авіаційної дивізії 4-ї повітряної армії, молодший лейтенант. Герой Радянського Союзу (1944, посмертно).

## Життєпис
Народився на хуторі Вовчий Другий, нині Волоконівський район Бєлгородської області Росії в родині робітника. Росіянин. Кандидат у члени ВКП(б) з 1943 року.
Після закінчення семирічки виїхав на Донбас, де працював на шахтах Ірмінського рудника. Закінчивши курси, став машиністом електровозу на шахті «Центральна-Ірміно». Згодом мешкав у селі Васильєвське Серпуховського району Московської області.
До лав РСЧА призваний у 1940 році. У 1941 році закінчив Краснодарське об'єднане військове авіаційне училище льотчиків і льотчиків-спостерігачів.
На фронтах німецько-радянської війни з травня 1943 року. Воював на Північно-Кавказькому фронті. Здійснив 23 бойових вильоти на штурмовикові Іл-2.
27 вересня 1943 року під час виконання бойового завдання був збитий вогнем зенітної артилерії супротивника. Літак врізався в землю в районі височини 62.8, поблизу станиці Голубицька Темрюцького району Краснодарського краю.

## Нагороди
Указом Президії Верховної Ради СРСР від 4 лютого 1944 року молодшому лейтенантові Калініну Миколі Микитовичу присвоєне звання Героя Радянського Союзу (посмертно).
Нагороджений орденами Леніна (04.02.1944) та Червоної Зірки (21.08.1943).